# Twiningia magnata
Twiningia magnata är en insektsart som beskrevs av Ball 1931. Twiningia magnata ingår i släktet Twiningia och familjen dvärgstritar. Inga underarter finns listade i Catalogue of Life.